# Chavannes-des-Bois
Pour les articles homonymes, voir Chavannes.
Chavannes-des-Bois est une commune suisse du canton de Vaud, située dans le district de Nyon.

## Histoire
Chavannes-des-Bois est un charmant village de plus de mille habitants dont la première trace écrite remonte à 1316.

## Géographie

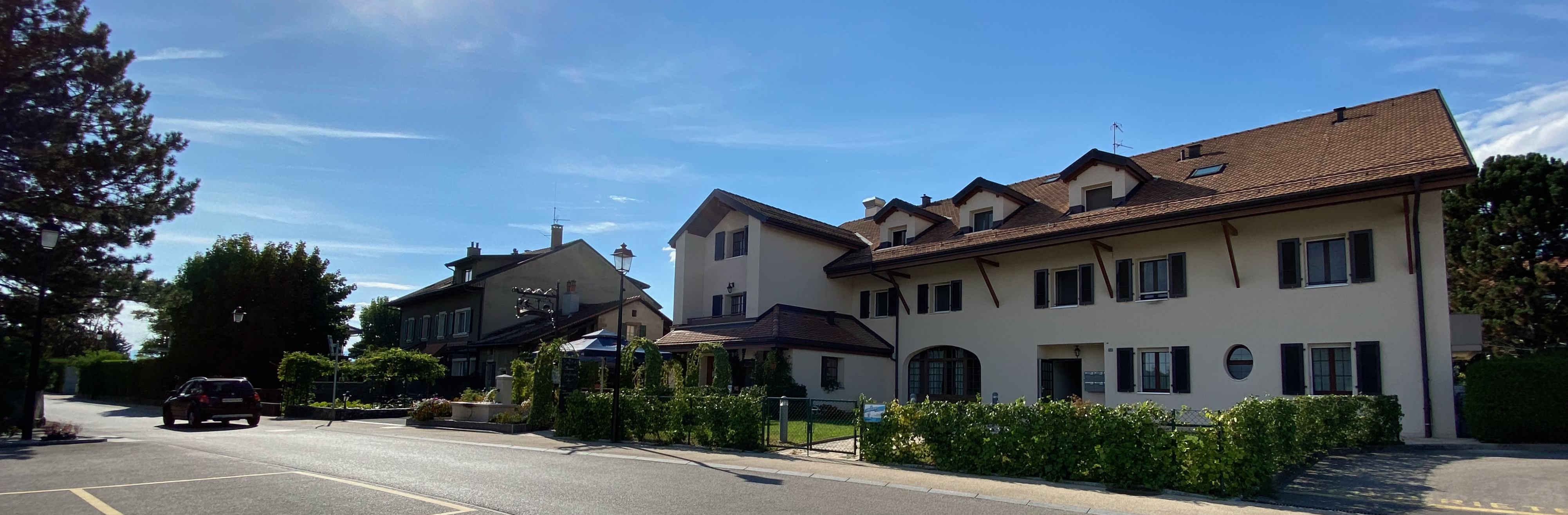
La Route de la Branvaude.

Chavannes-des-Bois est limitrophe de la France (commune de Grilly) et des communes de Versoix (canton de Genève), Commugny, Tannay et Mies. Elle fait partie de la région de Terre Sainte qui comportent 9 villages.

## Politique
Sur le plan communal, Chavannes-des-Bois est gérée par une municipalité formée de 5 membres. Le syndic, pour l'exécutif, et un Conseil communal composé de 35 élus pour le législatif.

### Municipalité (5 membres)
Répartitions des dicastères
| Fonction    | Nom                  | Dicastère                                                                      |
| ----------- | -------------------- | ------------------------------------------------------------------------------ |
| Syndic      | Roberto Dotta        | Finances, Relations extérieures & Tourisme                                     |
| Vice-syndic | Diego Vergani        | Routes, Mobilité, Urbanisme & Territoire                                       |
|             | Moreno Volpi         | Administration générale, Sécurité, Voirie, Technique des bâtiments, Sports     |
|             | Keri Anderson Sparks | Education, Naturalisations, Communication, Bâtiments, Culture & Manifestations |
|             | Rita Alma            | Assurance, Juridique, Environnement, Affaires sociales, Eglises & Cimetière    |

### Conseil communal (30 membres)
Bureau du Conseil (du 01-07-2021 au 30 juin 2026)
| Fonction       | Nom                 |
| -------------- | ------------------- |
| Présidente     | Renato Di Gisi      |
| Vice-président | Claude Bürer        |
| Secrétaire     | Eléonore Grosclaude |

## Population

### Gentilé
Les habitants de la commune ne nomment les Chavannus (ou les Chavannus-des-Bois par opposition aux Chavannus de Chavannes-de-Bogis). Fin 2023, la commune comptait 1'022 habitants.

### Démographie
La population de Chavannes-des-Bois a doublé entre 2006 et 2013.

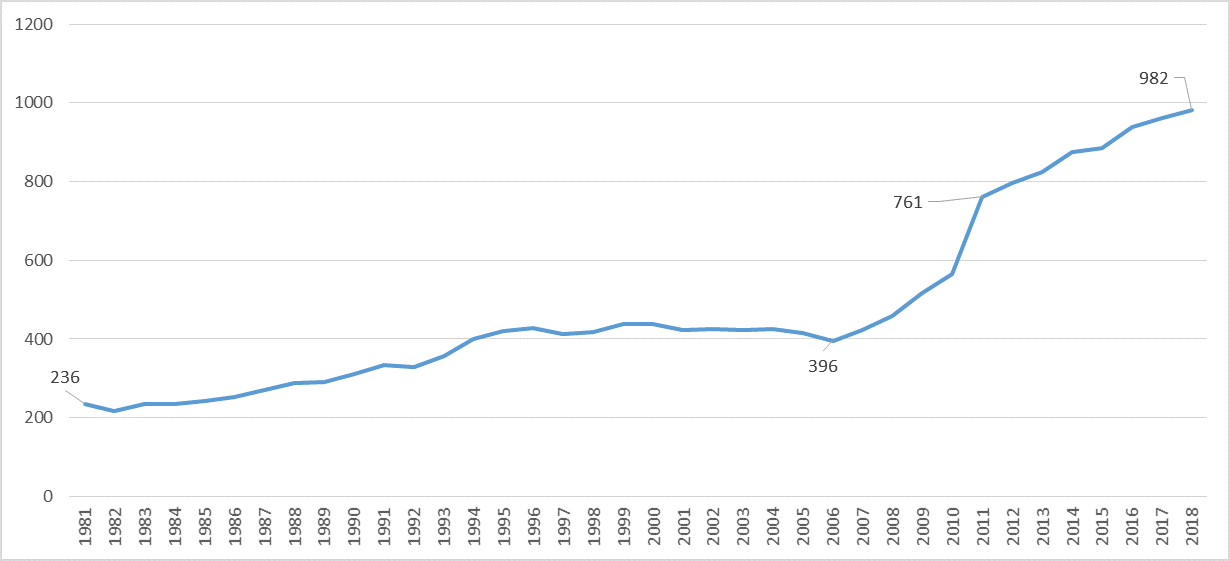
Courbe démographique de la population à Chavannes-des-Bois. Source: OFS-2018

## Vie locale
De nombreuses associations et manifestations sportives et culturelles qui ont vu le jour ces dernières années, confirmant la belle vitalité de Chavannes-des-Bois. Du côté sportif : judo, gymnastique, Jiu Jitsu brésilien, danse, yoga et tennis.
L'organisation du Grand-Genève « Chez mon Fermier » propose un relais à la Ferme Courtois qui vend fruits et légumes provenant de leur propre production et au label de production suisse PER (Prestations écologiques requises) et fermiers de la région proche.

## Lieux et monuments
Le Pont de Grilly, aussi dénommé pont Bugnon, vieux pont en pierre franchissant la Versoix frontière naturelle avec la France. Le pont est un point d’intérêt historique, ayant eu une certaine importance dans la vie de Mme de Staël, célèbre résidente du Château de Coppet.

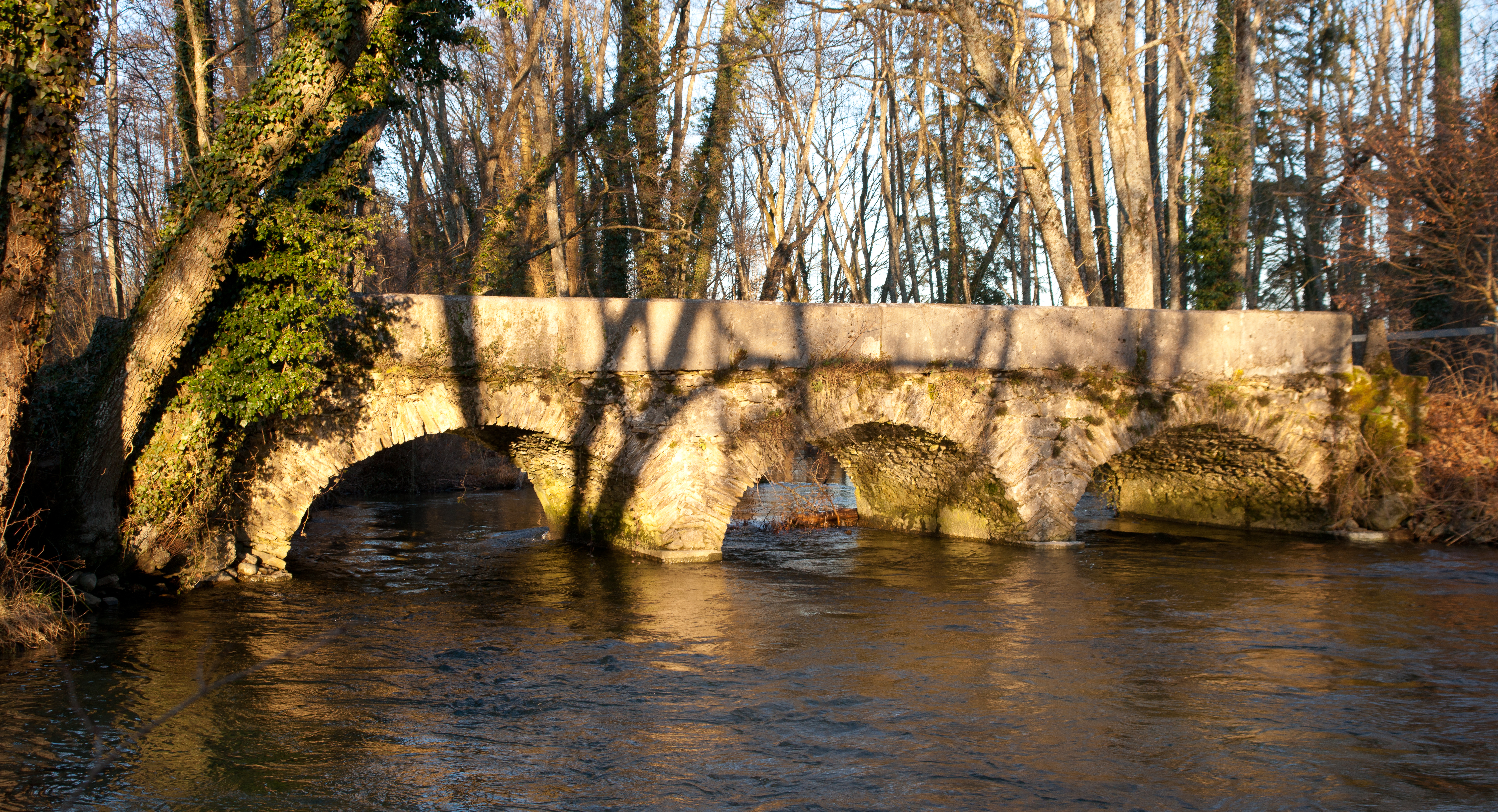
Pont de Grilly, sur la Versoix

## Accès et transports publics
À environ 18 km du centre de Genève (Pont du Mont-Blanc), la commune est aisément accessible en voiture, via l'Autoroute A1, sortie 10 'Coppet'.
Au niveau des transports publics :
- Depuis Collex-Bossy, les Transports publics genevois (TPG) propose la Ligne 55, qui traverse la commune de Versoix.
- Depuis Crassier, la Ligne 813 des Transports publics de la région nyonnaise (TPN), qui traverse la commune de Coppet.